# Западня (фильм, 1990)
«Западня» — кинофильм.

## Сюжет
Банда террористов под руководством Джозефа Сабо попыталась похитить крупную партию оружия во время её перевозки. Полицейский Джек ДеФоррест сумел им помешать, однако при этом случайно застрелил сына Джозефа Сабо. В результате противостояние между преступником и полицейским превращается в личную вендетту: Сабо начинает охоту на семью Джека…

## В ролях
- Дэвид Уорнер
- Теренс Нокс
- Марко Родригес
- Вигго Мортенсен
- Яфет Котто

## Съёмочная группа
- Режиссёр: Джеймс Леммо
- Продюсеры: Лиза М. Хансен, Пол Хертцберг, Джеффресон Ричард
- Сценаристы: Б.Дж. Голдман, Уильям Лустиг, Спиро Разатос
- Композитор: Ричард Стоун